# John A. Costello
John Aloysius Costello (irl. Seán Alabhaois Mac Coisdealbha, ur. 20 czerwca 1891 w Dublinie, zm. 5 stycznia 1976 tamże) – irlandzki polityk.

## Życiorys
Od 1948 do 1959 był przewodniczącym parlamentarnego klubu partii Fine Gael. Od 1948 do 1951 i od 1954 do 1957 był premierem.
W 1949 jego rząd doprowadził do wystąpienia Irlandii z brytyjskiej Wspólnoty Narodów i przekształcenia Wolnego Państwa Irlandzkiego w Irlandię.